# اسکمپستون
اسکمپستون (به انگلیسی: Scampston) یک روستا و محله مدنی در بریتانیا است که در Ryedale واقع شده‌است. اسکمپستون ۳۱۳ نفر جمعیت دارد.